# ميخائيل سوليفان (ملحن)
ميخائيل سوليفان (بالبرتغالية: Michael Sullivan‏) هو ملحن ومغن مؤلف برازيلي، ولد في 9 مارس 1950 في ريسيفي في البرازيل.

## وصلات خارجية
- الموقع الرسمي
- ميخائيل سوليفان على موقع ميوزك برينز (الإنجليزية)
- ميخائيل سوليفان على موقع ديسكوغز (الإنجليزية)